# Lo strano caso del cane ucciso a mezzanotte (opera teatrale)
Lo strano caso del cane ucciso a mezzanotte (The Curious Incident of the Dog in the Night-Time) è un'opera teatrale del 2012 tratta dall'omonimo romanzo di Mark Haddon e adattata per le scene da Simon Stephens.

## Trama
Il dramma segue fedelmente la trama del romanzo: Christopher è un quindicenne con la Sindrome di Asperger che decide di indagare sulla morte del cane Wellington, ma le conseguenze saranno inaspettate fino al punto di stravolgere completamente la vita dell'adolescente. 

## Produzioni
Diretto da Marianne Elliott, Lo stano caso del cane ucciso a mezzanotte debuttò al Royal National Theatre di Londra nell'agosto 2012, ricevendo recensioni estremamente favorevoli. Ai Laurence Olivier Awards del 2013 Lo strano caso del cane ucciso a mezzanotte ha ricevuto otto candidature e vinto sette premi, tra cui migliore opera teatrale e miglior attore protagonista a Luke Treadaway.
Lo spettacolo ha debuttato a New York nell'autunno 2014 e suscitato reazioni altrettanto positive a quelle londinese; la produzione newyochese è stata candidata a sei Tony Awards, vincendone quattro, tra cui migliore opera teatrale e migliore attore protagonista ad Alex Sharp.
In Italia debutta il 5 dicembre 2018 al Teatro dell'Elfo di Milano, per la regia di Ferdinando Bruni ed Elio De Capitani, in una stagione limitata fino al 13 gennaio 2019.